# Solita

Localização da cidade de Solita no departamento de Caquetá.

Solita é um município da Colômbia localizada no departamento de Caquetá.